# 1986年世界博覽會

86年世博標誌

1986年世界運輸通訊博覽會（英語：1986 World Exposition on Transportation and Communication），簡稱86年世博（Expo 86），是1986年5月2日至10月13日在加拿大卑詩省溫哥華舉行的世界博覽會。本屆世博會舉行期間正值溫哥華的建市百周年紀念，也是加拿大繼1967年的滿地可世界博覽會後，第二次主辦世博會。
本屆世博會的主題是：“運輸與通訊：世界通聯 – 世界脈動”。大部份展覽場館設於溫哥華市中心福溪的北岸，而主辦國加拿大的展覽場館加拿大廣場則座落市中心另一端的布勒內灣沿岸。

## 歷史

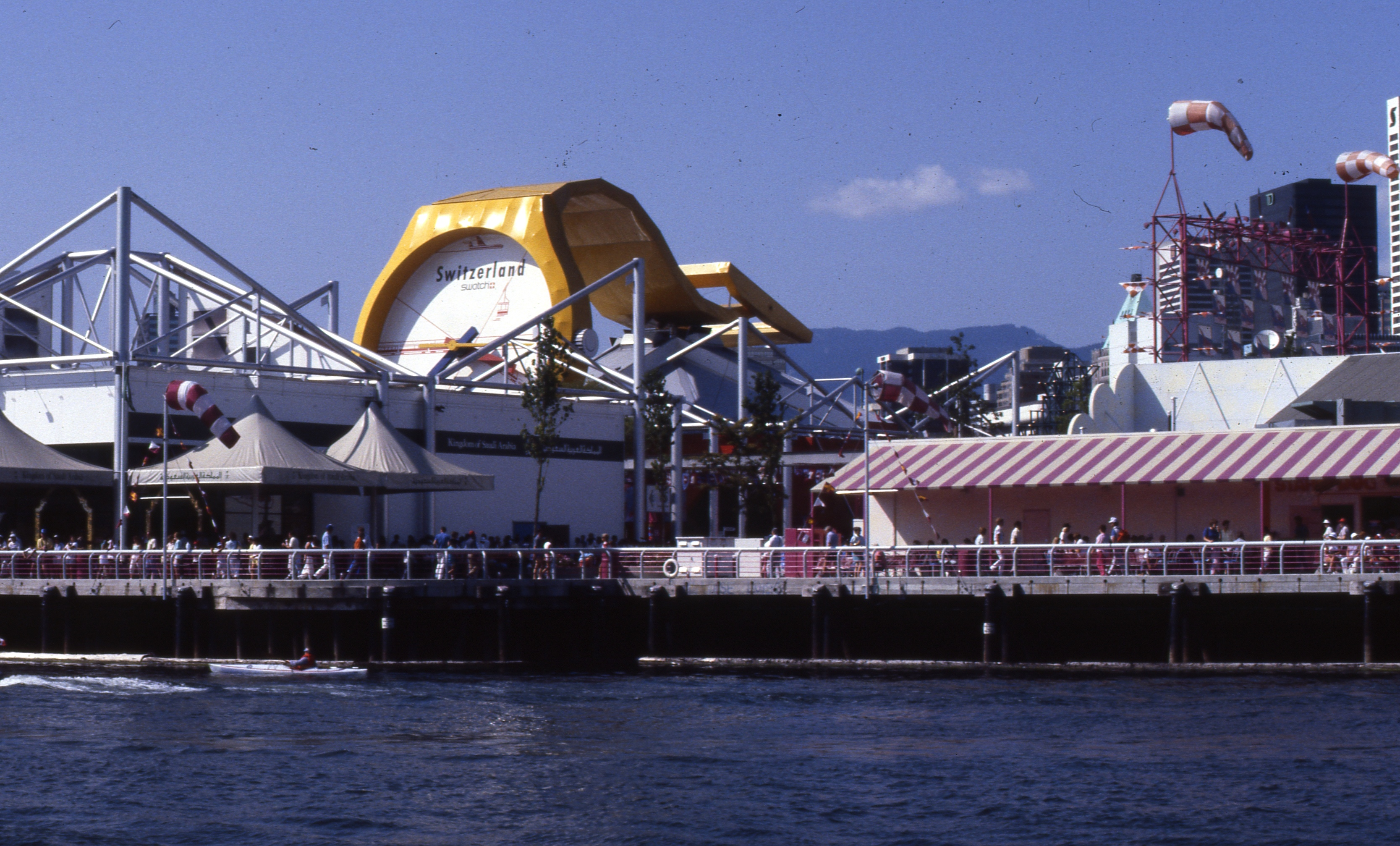
86年世博瑞士館

直至1970年代末期，福溪沿岸約173英畝的土地只是一片荒廢的工業用地。1978年，當時的卑詩省康樂及保育廳長鮑爾夫（Sam Bawlf）建議於1986年在這片土地上舉辦一個名為Transpo 86的博覽會，以慶祝溫哥華的建市百周年紀念。建議書於1979年6月提交國際展覽局，而卑詩省立法會則於1980年通過Transpo 86公司草案，為舉辦博覽會鋪路。博覽會以運輸為題，以反映溫市作為加拿大的最大港口城市以及重要交通樞紐的角色。
國際展覽局於1980年11月宣佈溫哥華申請成功。有見於此次盛事被定位為世界博覽會，其官方名稱也被改為86年世博（Expo 86）。負責籌備及營運86年世博的非牟利組織於1981年末成立，由本地富商帕特遜（Jim Pattison）擔任首席執行官。女王伊莉莎白二世於1983年10月在主辦國展覽場館的地盤啓動水泥攪拌器，標誌著工程正式展開。
世博會於1986年5月2日正式開幕，主禮嘉賓包括威爾斯親王查理斯、威爾斯王妃戴安娜、及總理梅隆尼。此屆世博會共有54個國家以及多家機構參展。

## 影響及日後發展
世博會舉行期間的入場人數達二千二百萬人次，而儘管營運赤字高達三億一千一百萬加元，此屆世博會仍被看成是一次成功的盛事。86年世博刺激了卑詩省的旅遊業，亦標誌著溫哥華從寂靜小城蛻變成一個世界知名的都會。
世博會過後，香港地產富商李嘉誠連同李兆基、鄭裕彤等人組成協平世博集團（Concord Pacific），並以三億二千萬加元投得福溪會址西端的地皮，發展多層豪宅。會址東南處則被發展成2010年冬季奧運會的選手村。
此屆世博會亦為溫哥華留下多座特色建築，包括：
- 科學世界：世博期間為大會的中心建築；世博過後成為科學館。
- 架空列車（Skytrain）：大溫哥華地區的捷運系統。
- 加拿大廣場（Canada Place）：主辦國加拿大的展覽場館；世博過後成為郵輪碼頭。
- 萬國廣場（英语：Plaza of Nations）：主辦省份卑詩省的展覽場館；世博過後成為戶外音樂場館。已於2007年拆卸。
- 卑詩體育館（BC Place）：多用途體育館；世博開幕儀式的場館。2010年冬季奧運會的開幕及閉幕儀式以及2010年冬季殘奧會的開幕儀式曾於此處舉行。

此外，亦有部份建築改置其它地方，包括由中國政府贈送的中華門牌坊（現置於溫哥華華埠中華文化中心前；於2001年至2005年間曾重新粉飾）以及連接會場内各處的單軌鐵路（現置於英國奧爾頓塔主題公園）。

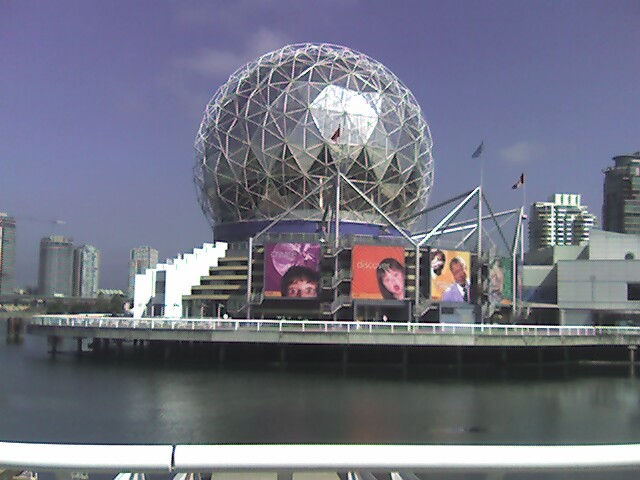
科學世界
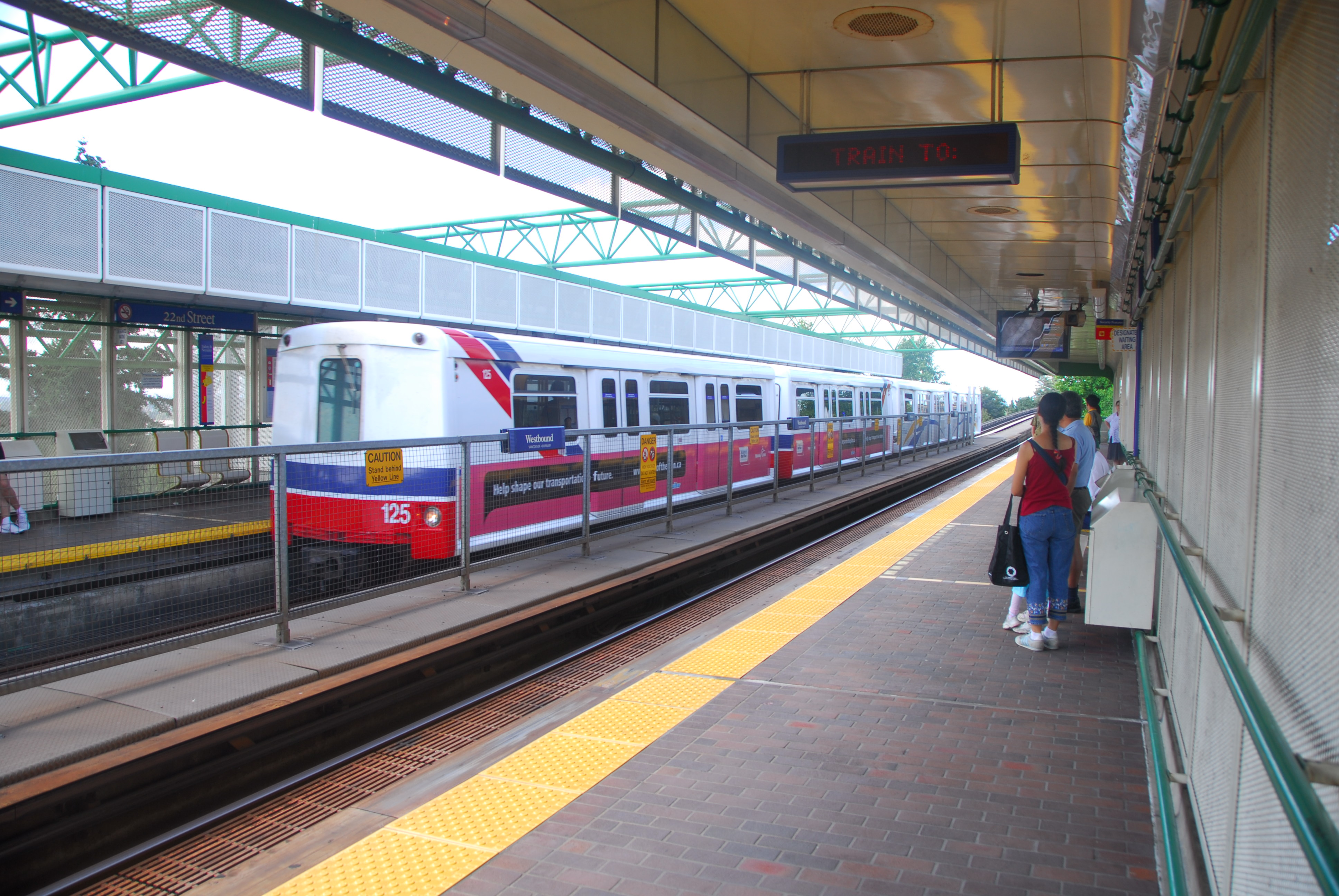
架空列車
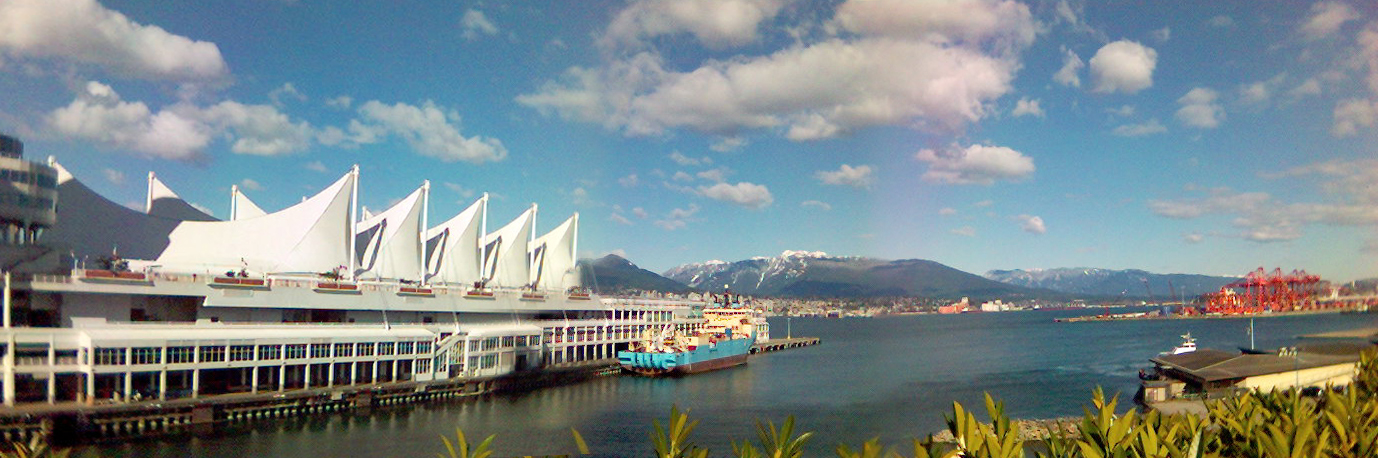
加拿大廣場
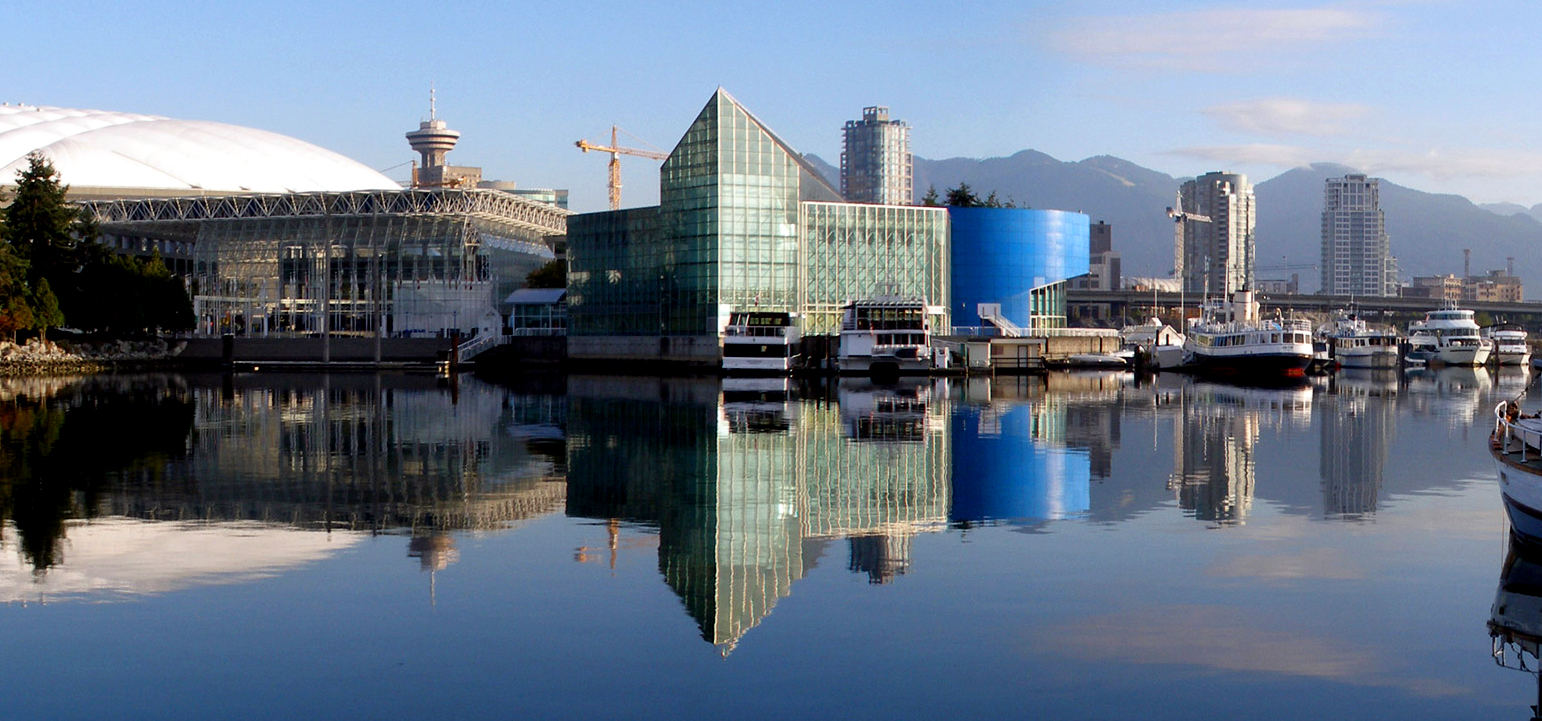
萬國廣場
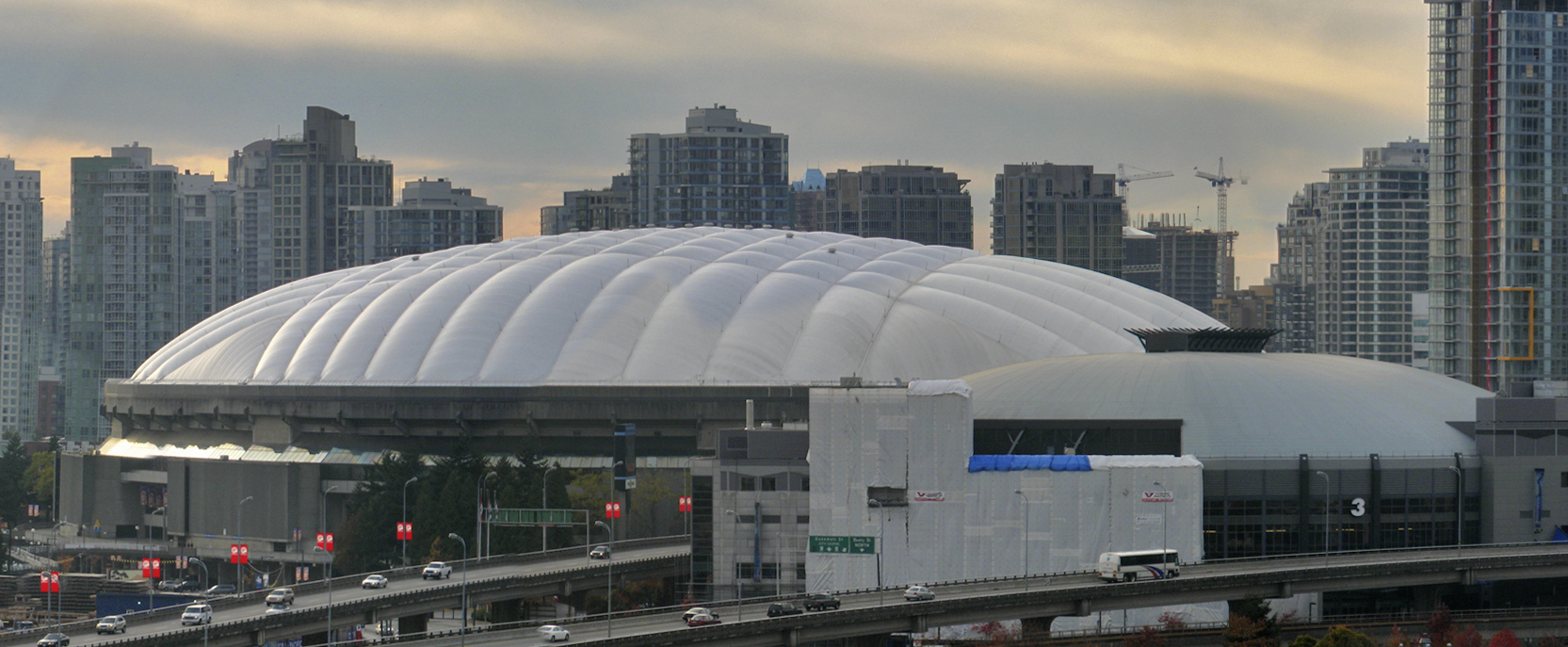
卑詩體育館
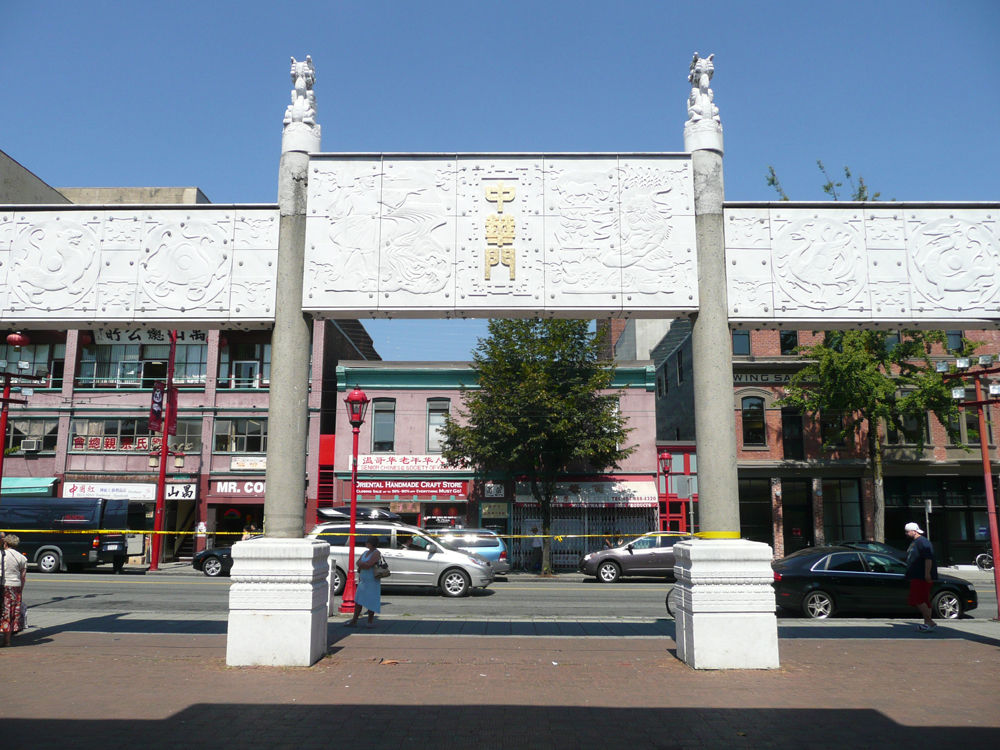
現置於溫哥華華埠的中華門牌坊
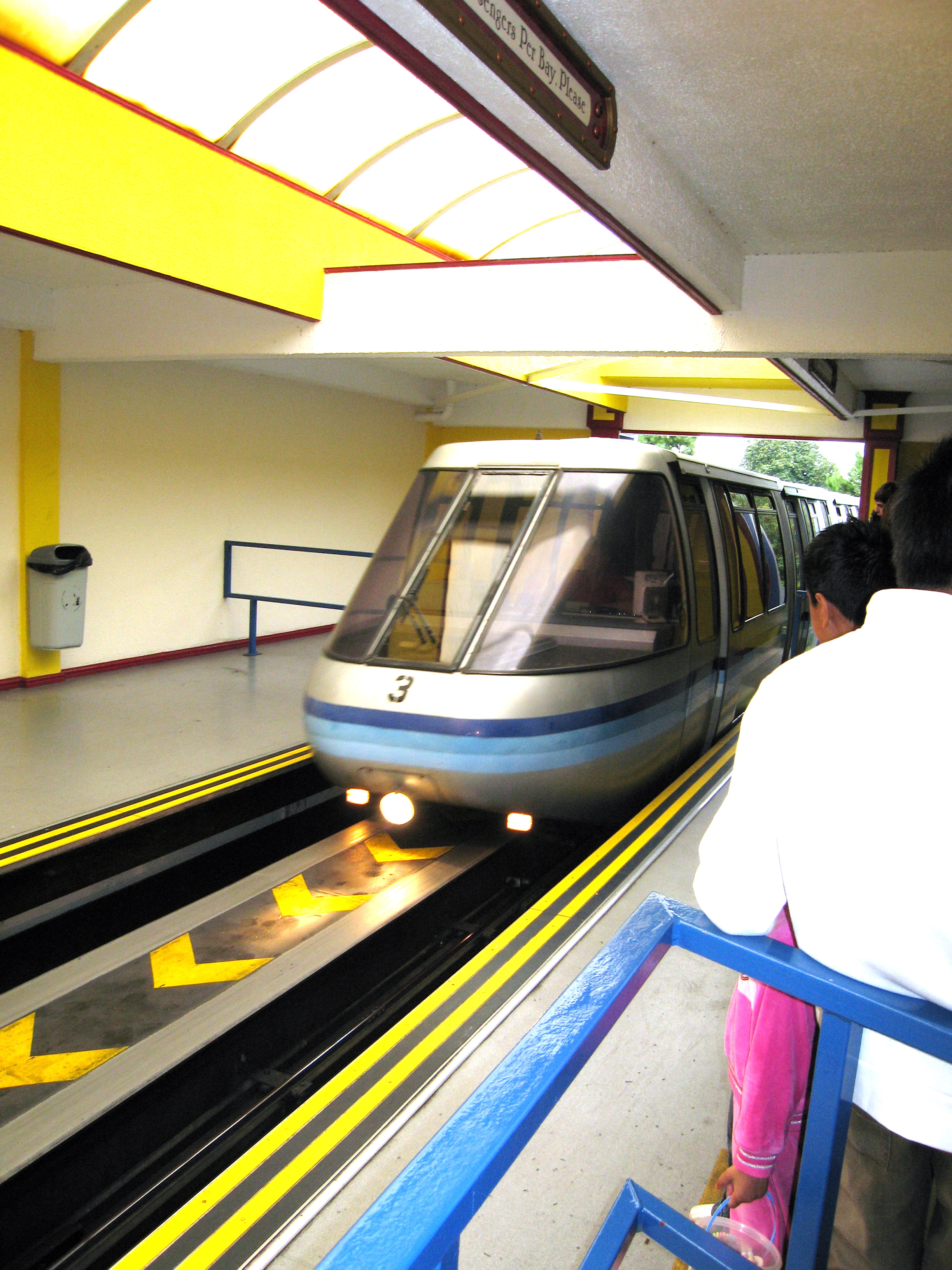
現置於英國奧爾頓塔主題公園的單軌鐵路

## 外部連結
- ExpoMuseum / Expo 86 Vancouver（页面存档备份，存于）